# The Oregon Trail
The Oregon Trail (с англ. — «Орегонская тропа») — образовательная компьютерная игра, разработанная Доном Равичем, Биллом Хейнеманном и Полом Дилленбергером в 1971 году; её распространением с 1975 года занималась организация MECC.  Игра была создана как образовательный проект, призванный рассказывать американским школьникам о жизни американских пионеров на Орегонской тропе. Действие игры происходит в 1847 году; игрок управляет группой переселенцев, которые в крытой повозке-конестоге отправляются из Индепенденса (штат Миссури, США) и пытаются добраться до города Орегон (штат Орегон, США). В этом путешествии игрок распоряжается припасами, занимается охотой на диких животных и принимает различные решения в случайно возникающих трудных ситуациях, требующих сделать тот или иной выбор.
Равич создал первую версию игры в рамках курса истории в средней школе, потратив на это две недели. Первоначальная версия игры предназначалась для мини-компьютера HP 2100 и была исключительно текстовой. Несмотря на успех среди учащихся, игра была удалена с мини-компьютера в конце семестра. В 1974 году Равич воссоздал игру по заказу MECC, улучшив её в плане исторической точности — так, вероятности разных событий на Орегонской тропе были уточнены на основе опубликованных дневников и воспоминаний реальных пионеров XIX века. С появлением и распространением микрокомпьютеров в конце 1970-х годов игра была портирована на множество платформ, включая Apple II, Atari 400/800/XL/XE и Commodore 64. В 1985 году для Apple II была выпущена коммерческая графическая компьютерная игра под тем же названием. В последующие десятилетия основанные на The Oregon Trail игры были выпущены на множестве платформ, во многих случаях под тем же самым названием The Oregon Trail, и могут рассматриваться как версии той же самой игры; в совокупности, считая все версии на всех платформах, было продано свыше 65 миллионов копий. В 2015 году The Oregon Trail была включена во Всемирный зал славы видеоигр.

## История разработки
Первая версия игры была разработана в 1971 году для телетайпов, работавших на TIES system. Код написал Билл Хейнеманн. Один из разработчиков, Дон Равич, был школьным учителем, а с 1974 года — сотрудником Образовательного компьютерного консорциума штата Миннесота (MECC). Oregon Trail распространялась консорциумом в образовательных учреждениях, а код был опубликован в журнале Creative Magazine. В середине 1980-х программа завоевала популярность на школьных компьютерах Apple. Более поздние версии распространялись компанией Brøderbund после того, как MECC был продан The Learning Company. Существовала нелицензионная русифицированная версия этой игры для компьютеров семейств "Электроника-60" и ДВК, способных работать под управлением ОС РАФОС и RT-11SJ, а также стационарных компьютеров (например, серии СМ-4) на ОС РВ.

## Особенности игры
Раздел опирается на выпущенную в 1985 году игру Oregon Trail для Apple II.

### Выбор отряда и приобретение припасов
Игра начинается в 1848 году в городе Индепенденс, штат Миссури, откуда, собственно брала начало Орегонская тропа. Игрок выбирает профессию, дает имена членам отряда и приобретает припасы. Игрок может быть банкиром из Бостона, плотником из Огайо или фермером из Иллинойса (в версии для компьютера Mac список возможных профессий был расширен, но удалено место происхождения). Последующие игры из серии Oregon Trail предоставляли возможность выбрать из большего числа профессий, каждая из которых имела свои сильные и слабые стороны. Разница между профессиями заключалась только в двух параметрах: количество денег в начале игры (банкир имел больше всех, фермер меньше всех) и коэффициент умножения для определения финального количества очков (фермер имел самый высокий, банкир самый низкий). В версии для компьютеров Mac некоторые профессии имели дополнительные характеристики. Например, члены отряда доктора имели больше возможности выздороветь в случае болезни, а плотник и кузнец время от времени могли чинить сломанные части фургона вместо того, чтобы менять их. Персонажами, которые имели больше денег, было легче играть, поскольку всё время приходилось балансировать между расходами на провизию и починку фургона. Специалисты считали этот момент исторически недостоверным, поскольку в реальности многие переселенцы (например, из группы Доннера) не имели достаточно средств для безопасного путешествия. Затем игрок приобретал необходимое снаряжение, скот, продукты, боеприпасы. Рекомендовалось также купить запасные части для фургона, например, ось или хомут.

### Происшествия
The Oregon Trail давала возможность детям научиться рационально подходить к решению различных задач. Прежде всего игрок мог выбрать скорость тяглового скота. Чем быстрее шагал буйвол, тем скорее игрок мог добраться до Орегона и получить дополнительные очки. Кроме того, это позволяло закончить путешествие до наступления зимы, с приближением которой играть становилось всё труднее. В то же время высокая скорость могла привести к частой поломке фургона и даже гибели буйвола. Другая задача, стоявшая перед игроком, заключалась в рациональном распределении продовольствия между членами отряда. Голодание могло привести к заболеваниям и летальным исходам.
В пути игрока поджидали различные случайности. Он мог повстречать дружественных или враждебных индейцев, что приводило к пополнению или потере припасов. Среди других внезапных происшествий можно отметить нападение разбойников, эпидемии (хуже всего была дизентерия), урожай диких фруктов, перемену погоды, порчу съестных припасов. Более того, на берегу каждой реки игрок мог заплатить за переправу на пароме, переправиться вброд (чревато поломкой фургона) или же дождаться отлива (что отнимало много времени).
Время от времени поезд останавливался в местах, где можно было приобрести необходимые товары по всё более увеличивавшимся ценам и узнать новые исторические факты. Такие остановки совершались у скалы Чимни-Рок и в форте Холл. Кроме того, в любом месте на пути между поселениями и другими ориентирами игрок мог остановиться, чтобы отдохнуть, поторговать с проходившими мимо караванами и индейцами, а также поохотиться. Охота имела свои плюсы и минусы. Интенсивная охота приводила к уменьшению поголовья животных. Отстрел бизонов давал гораздо больше мяса, чем могла вместить конестога игрока. На реке Колумбия игрок оказывался перед необычным выбором. Он не мог перейти её вброд, вместо этого ему надлежало преодолеть её, плывя вниз по течению в полуаркадном стиле, что в целом было нехарактерно для игры. В этой мини-игре пользователь должен был править фургоном на плоту, уклоняясь от камней.

### Подсчет очков
В конце путешествия очки начисляются по формуле, зависящей от выбранной профессии, числа и состояния здоровья выживших членов отряда, оставшихся пожитков и наличных денег.

## Наследники
В связи с успехом The Oregon Trail MECC выпустила ряд похожих игр, таких как The Yukon Trail и The Amazon Trail. Оригинальная игра множество раз переиздавалась на различных платформах и носителях. На данный момент игра выдержала пять изданий.
На игре The Oregon Trail выросло не одно поколение американских школьников. Игра вошла в популярную культуру. Персонажи, умершие от холеры и дизентерии или утонувшие во время переправы через реку, остаются в памяти игроков. Режим охоты воспринимался как самое жестокое электронное развлечение, доступное в начальной школе США (K-6), когда не существовало массового доступа в Интернет.

### Игры из серии
- The Oregon Trail — Apple II и Commodore 64, 1985
- The Oregon Trail — DOS, 1988, (CGA)
- The Oregon Trail – DOS, 1990, (EGA)
- The Oregon Trail — Apple Macintosh, 1991
- The Oregon Trail Deluxe — DOS (ПК), 1992
- The Amazon Trail — PC и Mac Floppy disk и CD-ROM, 1993
- The Yukon Trail — PC и Mac Floppy disk и CD-ROM, 1994
- The Oregon Trail II — PC и Mac CD-ROM, 1996
- Africa Trail — PC и Mac CD-ROM, 1997
- The Oregon Trail, 3rd Edition — PC и Mac CD-ROM, 1997
- The Oregon Trail, 4th Edition — PC и Mac CD-ROM, 1999
- The Oregon Trail, 5th Edition — PC и Mac CD-ROM, 2001
- The Oregon Trail — iPhone и iPod touch, 2009
- The Oregon Trail — Steam, 2022